# 시오지리촌
시오지리촌(塩尻村)은 나가노현 지사가타군에 있던 촌이다. 현재의 우에다시 중심부의 북쪽에 해당한다.

## 역사
- 1889년 4월 1일 - 정촌제 시행에 의해 지사가타군 시오지리촌이 성립하였다.
- 1954년 4월 1일 - 우에다시에 편입해, 동일 가와베촌은 폐지되었다.

## 교통

### 철도
- 일본국유철도 (현・시나노 철도선)
  - 신에쓰 본선

### 도로
- 2급 국도
  - 국도 제18호선

## 참고문헌
- 角川日本地名大辞典 20 長野県